# Ålandsrot
Ålandsrot (Inula helenium), även alant, enulört, Elins rot med mera, är en art i familjen korgblommiga växter. Den blir från 80 till 200 cm hög och blommar från juli till september med gulorange strålblommor som blir mellan tre och fyra cm stora. Växten trivs i frisk till fuktig, näringsrik mark.

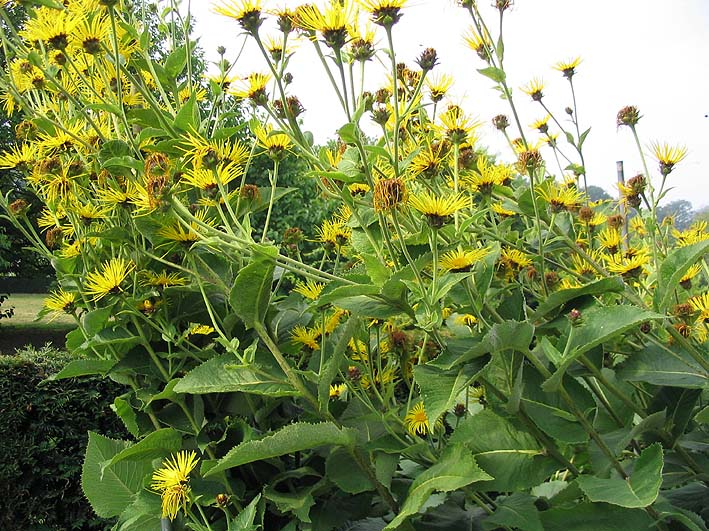
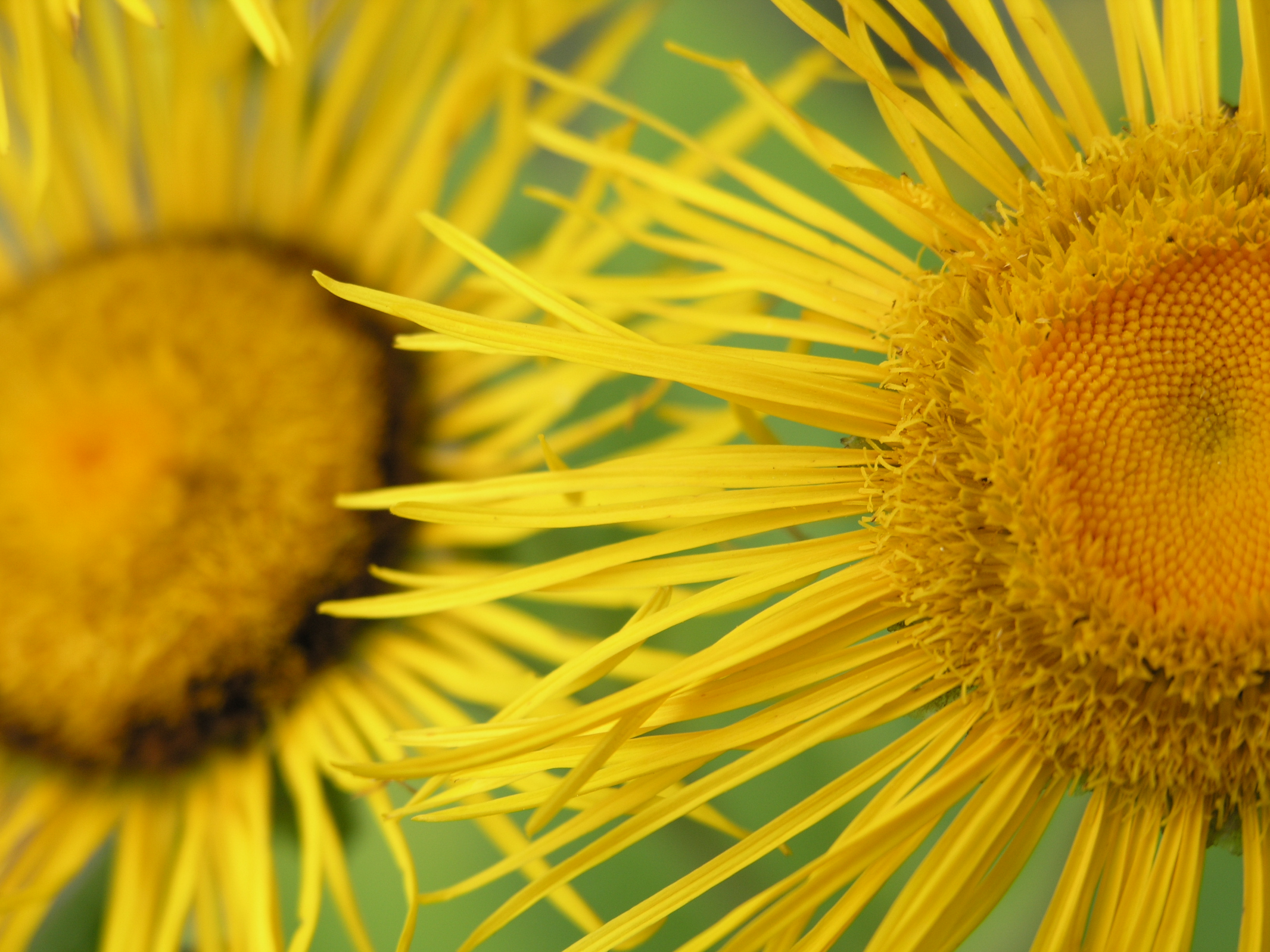

Ålandsroten har ett ståtligt utseende och är inte olik solrosen (Helianthus annuus), men är knappt hälften så stor. Blomkorgarna är de största i den svenska floran, nära 1 dm vida.
Ålandsroten var förr ganska vanlig som odlingsväxt, och i början av 1900-talet skriver en flora att den lever kvar, om än sällsynt, vid städer och byar i södra Sverige (upp till Mälaren) och sydöstra Norge, samt på några ställen i södra Finland. Den har även gått under namnen alant, enulört, Elins rot, med mera.
Växten har varit en läkeört som användes på många olika sätt. Den köttiga, aromatiska jordstammen, med grenig rot, har liksom hos många andra av denna växtfamilj ansetts vara ett verksamt medel mot svag mage samt bröst- och halskatarrer, både som pulver, sylt, dekokt och extrakt, samt utvärtes mot utslag (skabb), och relativt sent i tiden kom till och med rekommendationer om växten som lindrande för lungsiktiga, alltså personer sjuka i lungtuberkulos.
I Frankrike och Schweiz används den vid tillverkning av absint.[källa behövs]
Släktet Inula har det gemensamma draget att pistillens märken är spetsiga, jämnt finhåriga, inte försedda med hårtofs: gruppen Asteraceae; då svävapparat finns, är den fattig på hår och inte rent vit. Gruppens blombyggnad är annars lik prästkragarnas.